# Stutterer
 (novembre 2020).
Pour plus de détails, voir Fiche technique et Distribution.
Stutterer est un court métrage irlandais écrit et réalisé par Benjamin Cleary, sorti en 2015. Il est récompensé en 2016 par l'Oscar du meilleur court métrage en prises de vues réelles.

## Synopsis
Typographe solitaire, Greenwood lutte pour surmonter son trouble de la parole tout en essayant de construire une relation amoureuse.

## Fiche technique
- Titre original : Stutterer
- Réalisation : Benjamin Cleary
- Scénario : Benjamin Cleary
- Direction artistique : Russell De Rozario, Elena Isolini, Erin Larnder
- Costumes : Francesca Turner
- Photographie : Michael Paleodimos
- Son : Gustaf Jackson, James Latimer, Lefteris Savva
- Montage : Benjamin Cleary
- Musique : Nico Casal
- Production : Serena Armitage, Shan Christopher Ogilvie
- Pays d'origine :  Irlande
- Langue originale : anglais
- Format : couleur
- Genre : Court métrage de fiction
- Durée : 12 minutes
- Dates de sortie :
  - Irlande : 8 juillet 2015 (Festival du film de Galway)
  - Canada : 8 octobre 2015 (Festival international du film d'Edmonton)
  - États-Unis : 9 septembre 2015 (Festival du court métrage de Los Angeles)

## Distribution
- Matthew Needham : Greenwood
- Chloe Pirrie : Ellie
- Eric Richard : Le père de Greenwood

## Distinctions

### Récompenses
- DC Shorts Film Festival 2015 : Prix du public
- Aesthetica Short Film Festival 2015 : Meilleur drame
- London Film Critics Circle Awards 2016 : Meilleur court métrage
- Oscars du cinéma 2016 : Oscar du meilleur court métrage en prises de vues réelles